# Carlos Santiago Cela Pereira
Carlos Santiago Cela Pereira   (Vigo, 5 de novembre de 1936 - Vigo, 29 de gener de 2024) fou un futbolista gallec de la dècada de 1950.

## Trajectòria
Es formà al Rápido de Bouzas de la ciutat de Vigo, on havia nascut. A continuació es traslladà amb els seus pares a Barcelona i la temporada 1953-54 fitxà pel CE Universitari, on a més fou convocat l'any 1954 per jugar el Mundial juvenil amb la selecció espanyola, competició on es proclamà campió.
La temporada següent fitxà pel RCD Espanyol, club amb el qual debutà a primera divisió. Immediatament fou traspassat al Reial Madrid, però no hi arribà a jugar cap partit de lliga. El febrer de 1956 fou cedit al Reial Betis, on jugà dues temporades a segona divisió, però una greu lesió de menisc l'aturà durant la segona temporada. Els seus darrers clubs foren el Terrassa FC i el Real Jaén CF, ambdós a segona.